# José de Anchieta Fontana
José de Anchieta Fontana (31. prosinec 1940, Santa Teresa – 9. září 1980, Santa Teresa) byl brazilský fotbalista. Hrával na pozici obránce.
S brazilskou fotbalovou reprezentací vyhrál mistrovství světa roku 1970, nastoupil na šampionátu ke dvěma utkáním. Brazílii reprezentoval v 7 zápasech.
V brazilských soutěžích strávil celou kariéru. Hrál na nejvyšší úrovni za Rio Branco AC, Vasco da Gama a Cruzeiro.